# Ashleigh Southern
Ashleigh Southern (22 d'octubre de 1992 en Ingham, Queensland) és una jugadora de waterpolo d'Austràlia. Actualment és una estudiant de la Brisbane North Institute of TAFE i estudia justícia criminal.
En waterpolo, és una davantera centre o tiradora exterior que ha representat a Austràlia en la secundària i els equips nacionals d'alt nivell. Ella va guanyar una medalla d'or en el Festival Olímpic de la Joventut 2009, una medalla de plata en la Copa Mundial Femenina de waterpolo de la FINA 2010, una medalla de bronze en la FINA World League 2011 i una medalla de bronze en el Campionat mundial júnior 2011. Ha estat seleccionada per a l'equip nacional de waterpolo femení dels Jocs Olímpics de 2012 a Austràlia. Ella juga waterpolo de club pel Brisbane Barracudas, on va guanyar un campionat de la lliga en 2010.
Fa 188 cm d'alçada, i és destra. Ha assistit a Cardwell State School i Gilroy Santa Maria College. Ella viu en Cardwell, Queensland i assisteix a l'Institut Nord Brisbane de TAFE, on està estudiant per a un diploma de Justícia. Southern té un germà que ha representat a Austràlia en l'equip nacional júnior. Té un germà que ha representat a Austràlia en l'equip nacional junior. A la fi de 2011, tenia una lesió en el colze.